# Distretto di Nurhak
Il distretto di Nurhak (in turco Nurhak ilçesi) è uno dei distretti della provincia di Kahramanmaraş, in Turchia.